# Внешняя политика Чада
Внешняя политика Чада (англ. Foreign relations of Chad) — это общий курс Чада в международных делах. Внешняя политика регулирует отношения Чада с другими государствами. Реализацией этой политики занимается Министерство иностранных дел Чада. После обретения независимости Чад в значительной степени зависел от внешнего финансирования, в основном предоставляемого западными странами, в первую очередь США и Францией, что в большой мере повлияло на его внешнеполитическую ориентацию.

## Международные отношения Республики Чад с сопредельными государствами
Отношения с соседними странами у Чада развиваются весьма неоднозначно. Правительство Чада уделяет огромное внимание охране границ с Ливией и Суданом, с давних пор претендующими определять внутреннюю политику Чада. 2 января 1987 года произошла битва за Фаду, которая стала переломным событием в ходе ливийско-чадского конфликта, но только в 1996 году было подписано временное соглашение с правительством Ливии. Несмотря на это, противоречия между двумя странами до сих пор возникают, сейчас в основном из-за нелегальных беженцев из Чада. Также возникают проблемы с Центральной Африканской Республикой. В 2002 году между странами на ряде участков пограничья произошли стычки.
В январе 1995 года было подписано соглашение с Камеруном о совместной добыче нефти, на основе которого через Камерун к океану прокладывается трубопровод из Чада. В этом проекте помимо крупных нефтяных компаний (Exxon Mobile) участвует и Мировой Банк, целью которого является не только финансовая поддержка проекта, но и защита частных инвесторов. Мировой Банк также стремится повлиять на коррупцию в стране посредством контроля за инвестициями, приходящими в страну и осуществлением надзора за расходованием получаемых от нефтедобычи денег.

### Двусторонние отношения Чада с соседними странами
- Камерунско-чадские отношения
- Ливийско-чадские отношения
- Нигерийско-чадские отношения
- Нигеро-чадские отношения
- Судано-чадские отношения
- Центральноафриканско-чадские отношения

## Международные отношения Республики Чад с Францией
В плане двусторонних связей наиболее тесные отношения Чад поддерживает с Францией. Они охватывают все сферы: политическую, торгово-экономическую и культурную. Высок уровень и политических контактов. Франция является основным торгово-экономическим партнером Чада. Она представляет значительные финансовые средства на военные цели и содержание государственного аппарата (более 50 млн евро).
Франция играет ключевую роль в восстановлении и поддержании мира в Чаде.

## Международные отношения Республики Чад с Российской Федерацией
Ещё одним партнером для Чада является Российская Федерация. 26 августа 2004 года состоялась встреча Министров иностранных дел России и Чада. Внимание было уделено африканской проблематике, событиям, происходящим на этом континенте. Игорь Иванов подчеркнул, что Африка была и остается в сфере долгосрочных интересов России. Были также рассмотрены актуальные вопросы двусторонних отношений, перспективные направления взаимодействия сторон, в частности в гуманитарном разминировании в Чаде с участием МЧС России, развитии нефтедобывающей отрасли страны, в торгово-экономической и других областях.
Каждый год в российских вузах подготавливается до 1000 чадских студентов, многие из которых занимают руководящие посты в министерствах и ведомствах Чада. В марте 1999 года. в Нджамене находилась делегация АО «Автоваз». Чадской стороне переданы предложения ряда российских предприятий о налаживании сотрудничества.
Товарооборот между нашими странами составил в 2002 году 8,7 млн долл. (всё — российский экспорт).
В 2000 году было заключено двустороннее межправительственное соглашение о признании и эквивалентности дипломов об образовании и учёных степенях.

## Международные отношения Республики Чад с Соединенными Штатами Америки
Также активно развиваются отношения с США. Так в 2004 году правительства стран подписали 13 протоколов о сотрудничестве в области здравоохранения, охраны окружающей среды, сельскохозяйственной и животноводческой техники и технологии, коммунального управления, ликвидации неграмотности и осуществления всеобщего обучения, добычи и переработки полезных ископаемых.
Отношения с США являются самыми значимыми для экономики Чада как канал поступления инвестиций в экономику республики Чад, для её дальнейшего развития.

## Международные отношения Республики Чад с Германией
В апреле 2023 года посол Германии в Чаде был выслан за «невежливое отношение» и «неуважение к дипломатической практике»..